# Бєлов Микола Васильович
Мико́ла Васи́льович Бєло́в (нар. 2 (14) грудня 1891 — пом. 6 березня 1982) — російський радянський геохімік і кристалограф, академік АН СРСР. Герой Соціалістичної Праці (1969).
Основоположник радянської школи структурної кристалографії.

## Життєпис
Народився 14 грудня 1891 року в місті Янові Люблінської губернії Російської імперії (нині — Люблінське воєводство Польщі) в родині повітового лікаря. Росіянин.
У 1910 році з відзнакою закінчив Першу чоловічу гімназію у Варшаві. Того ж року вступив на металургічне відділення хімічного факультету Санкт-Петербурзького університету. У 1917 році був змушений залишити навчання, мешкав у місті Овручі Волинської губернії, де з 1920 року працював у місцевій Раді народного господарства. У 1921 році закінчив Петроградський політехнічний інститут. З 1922 року — завідувач складу Укрдержспирту в Овручі.
У 1924 році переїхав до Ленінграда, влаштувався на роботу в Центральну хімічну лабораторію Ленінградського державного шкіртресту, де пропрацював до 1935 року, пройшовши шлях від хіміка до завідувача лабораторії. У 1928—1933 роках, за сумісництвом, — завідувач хімічної лабораторії Інституту з дослідження Півночі (нині — Інститут Арктики і Антарктики). У 1933 році запрошений до новоствореного Ломоносовського інституту геохімії, мінералогії та кристалографії АН СРСР на посаду старшого спеціаліста відділу геохімії.
Наприкінці 1935 року разом з Інститутом переїхав до Москви, де повністю присвятив себе дослідженням у кристалохімії. У 1937 році перейшов на роботу до Лабораторії кристалографії АН СРСР, з 1938 року — завідувач Лабораторії. З початком німецько-радянської війни перебув у евакуації в Свердловській області. У 1944—1946 роках — завідувач структурного відділу Лабораторії кристалографії АН СРСР. З 1944 по 1960 роки завідував відділом, а з 1960 року до кінця життя — лабораторією у створеному на базі Лабораторії Інституті кристалографії імені О. В. Шубнікова АН СРСР.
З 1946 по 1961 роки — завідувач кафедри кристалографії Горьковського університету. З 1953 року — одночасно професор кафедри кристалографії і кристалохімії геологічного факультету Московського університету, а з 1961 року й до кінця життя — завідувач кафедри.
Член Комітету з Ленінських і Державних премій СРСР у галузі науки і техніки при Раді Міністрів СРСР (1957—1982). Головний редактор журналу «Кристалографія» (1968—1982). Перший голова Національного комітету радянських кристалографів (1955—1982). Член Виконкому (1954), віце-президент (1957—1963), президент (1966—1969) Міжнародної спілки кристалографів.
Мешкав у Москві, де й помер 6 березня 1982 року. Похований на Кунцевському кладовищі.

## Нагороди і почесні звання
Указом Президії Верховної Ради СРСР від 13 березня 1969 року за видатні заслуги в розвитку радянської науки удостоєний звання Героя Соціалістичної Праці.
Нагороджений чотирма орденами Леніна (1961, 1969, 1971, 1981), орденами Жовтневої Революції (1975), Трудового Червоного Прапора (1953), медалями.
Лауреат Сталінської премії (1952), Ленінської премії (1974), першої премії імені Є. С. Федорова (АН СРСР, 1948).
Удостоєний Великої золотої медалі імені М. В. Ломоносова (вища нагорода АН СРСР, 1965), Великої золотої медалі ВДНГ СРСР (1962), медалі імені К. Охридського (Софійський університет, Болгарія, 1971).
Почесний член Всесоюзного мінералогічного товариства (1964). Іноземний член Польської Академії наук (1978). Почесний доктор Вроцлавського університету ім. Б. Берута (Польща, 1975). Почесний член мінералогічного товариства США (1960), Мінералогічного товариства Великої Британії та Ірландії, Французького товариства мінералогії і кристалографії (1969), Геологічного товариства НДР (1975), Американського кристалографічного товариства (1969), Українського мінералогічного товариства (1980).

## Пам'ять
На честь М. В. Бєлова названо мінерал «бєловіт».